# Storfosna
Storfosna este o localitate din comuna Ørland, provincia Sør-Trøndelag, Norvegia.